# Eume Deportivo
El Eume Deportivo es un equipo de fútbol español de la localidad de Puentedeume (La Coruña). Fue fundado en el año 1953 y su mayor logro fue la participación durante dos temporadas en la Tercera división de España a principios de los años 80. Juega como local en el Campo de A Gándara, que se encuentra en el lugar homónimo de la parroquia eumesa de Nogueirosa; tiene una capacidad aproximada de 800 espectadores.

## Historia

### Antecedentes
La práctica del fútbol en Puentedeume se remonta a principios del siglo XX.
El 5 de febrero de 1911 se forma el Pontedeume F.C.. Este club sigue existiendo en 1922, año en el que la revista coruñesa Marineda informa, en su número del 1 de noviembre, de un doble enfrentamiento entre los equipos de Puentedeume F.C. y Betanzos F.C.. Poco tiempo más debió de existir el Pontedeume F.C., ya que en mayo de 1923 sale la noticia en El Correo Gallego de un partido amistoso en Fene entre los equipos eumeses de Alfonso XIII y Breamo F.C. que ganaron los primeros por 4 a 1. Efímera debió de ser la vida de estos dos clubes pues en noviembre de 1928 aparecen participando en un torneo organizado en Mugardos los equipos eumeses de Eume F.C. y Rajoy F.C.. Curiosamente llevan el mismo nombre que aquellos que se fusionaran en 1911 para formar el Pontedeume F.C.. Poco más se sabe hasta la fundación de la Sociedad Deportiva Eumesa en 1951. Es de suponer que la guerra civil truncó la trayectoria de los clubes eumeses.

### Sociedad Deportiva Eumesa
La andadura de la Sociedad Deportiva Eumesa comienza en la temporada 1951/52 participando en la Liga de Modestos de Ferrol. En la siguiente temporada aparece encuadrado en el grupo norte de la entonces denominada Serie A Regional (nombrada sucesivamente Primera Regional, Regional Preferente y actualmente Preferente Autonómica de Galicia). Llega a proclamarse campeón del grupo norte en la temporada 1954/55, lo cual le da derecho a participar en la fase de ascenso a la 3ª división, sin mucha fortuna ya que remata en la última posición de la liguilla que formaban los campeones y subcampeones de los grupos norte y sur.
Durante las siguientes temporadas alterna la participación en la Serie A o 1ª Regional y en la llamada Liga de la Ría, formada por equipos de Ferrolterra, excepto los de la ciudad de Ferrol que tenían su propia competición.
En la primera mitad de los años 60 desaparece el club debido a los graves problemas económicos que arrastraba.

### Eume Deportivo
En 1965 se funda el Eume Deportivo. Poco después de su fundación, en la temporada 1968/69 participa en la fase final de la 1ª Regional sin conseguir el ascenso a Tercera división.
Los mayores éxitos del club se producen en la primera mitad de la década de 1980. En la temporada 1981/82 se proclama campeón del grupo norte de la Regional Preferente, ascendiendo a Tercera División donde permanece durante dos temporadas, enfrentándose a equipos de renombre como el Pontevedra CF, el CD Lugo o el CD Ourense.
Tras el paso por la 3ª División encadena dos descensos consecutivos a Regional Preferente en 1984 y a la Liga de la Ría en 1985, arrastrando una grave crisis económica. Con la reestructuración de las ligas gallegas queda encuadrado en el grupo de Ferrolterra de la nueva Segunda Autonómica de Galicia. En la temporada 2003/2004 asciende a la Primera Autonómica de Galicia en la que solo permanece una temporada. Después de otro paso fugaz por esta categoría en la temporada 2007/08, consigue un nuevo ascenso en la siguiente temporada. Desde entonces permanece en la Primera Autonómica.

## Palmarés
- De la Sociedad Deportiva Eumesa:

- 1 vez campeón de la Serie A regional, grupo norte (1954/55)

- Del Eume Deportivo:

- 2 temporadas en categoría nacional: 3ª División (1982/83 y 1983/84)
- 1 vez campeón de la Regional Preferente, grupo norte (1981/82)
- 3 veces campeón de la Segunda Autonómica, grupo 3º (2003/04, 2006/07 y 2008/09).

### Últimas Temporadas
| Temporada | Nivel | Categoría     | Posición |
| --------- | ----- | ------------- | -------- |
| 2004/05   | 6     | 1ª Autonómica | 16º      |
| 2005/06   | 7     | 2ª Autonómica | 3º       |
| 2006/07   | 7     | 2ª Autonómica | 1º       |
| 2007/08   | 6     | 1ª Autonómica | 15º      |
| 2008/09   | 7     | 2ª Autonómica | 1º       |
| 2009/10   | 6     | 1ª Autonómica | 9º       |
| 2010/11   | 6     | 1ª Autonómica | 12º      |
| 2011/12   | 6     | 1ª Autonómica | 16º      |
|           |       |               |          |
| 2012/13   | 6     | 1ª Autonómica | 4º       |

| Temporada | Nivel | Categoría             | Posición |
| --------- | ----- | --------------------- | -------- |
| 2013/14   | 6     | 1ª Autonómica         | 11º      |
| 2014/15   | 6     | 1ª Autonómica         | 12º      |
| 2015/16   | 6     | 1ª Autonómica         | 3º       |
| 2016/17   | 6     | UEFA Champions League | 8º       |
| 2017/18   | 6     | 1ª Galicia            | 4º       |
| 2018/19   | 6     | 1ª Galicia            | 8º       |
| 2019/20   | 6     | 1ª Galicia            | 9º       |
| 2020/21   |       | no compitió           |          |
| 2021/22   | 7     | 1ª Galicia            |          |

## Categorías inferiores
El club posee equipos en todas las categorías inferiores desde alevines hasta juveniles. Este último equipo fue Campeón Gallego en una ocasión; en la temporada 2012/13 participa en la Liga Gallega, grupo 1.
Dentro de la labor de promoción del fútbol, el Eume Deportivo organiza desde mediados de la década de 1990 el Torneo de Fútbol-7 Vila de Pontedeume para niños de 6 a 10 años, que ya contó con la participación de grandes equipos nacionales (Real Madrid, Athletic Club) e internacionales (Benfica, FC Porto).
En reconocimiento a su labor promocional, la Secretaría General para el Deporte de la Junta de Galicia, lo nombró mejor club gallego en la temporada 1998/99.